# Миява (стадіон)
Штадіон «Спартака Миява» (словац. Štadión Spartaka Myjava) — футбольний стадіон у місті Миява, Словаччина, домашня арена місцевого ФК «Спартак».
Стадіон побудований та відкритий 1954 року. У 2012—2014 роках поетапно реконструйований. Споруджено нові трибуни та модернізовано ігрову зону, встановлено систему обігріву поля. Потужність арени становить 2 709 глядачів. 